# Datanglong
Datanglong guangxiensis is een vleesetende theropode dinosauriër, behorend tot de Tetanurae, die tijdens het vroege Krijt leefde in het gebied van het huidige China.

## Vondst en naamgeving
In 2011 vonden medewerkers van het Geological Survey Research Institute bij het dorp Nazao, eenentwintig kilometer ten zuidwesten van de stad Datang, nabij Nanning in Guangxi de resten van een grote theropode die de wetenschap nog onbekend was.
In 2014 werd de typesoort Datanglong guangxiensis benoemd en beschreven door Mo Jinyou, Zhou Fusheng, Li Guangning, Hunag Zhen en Cao Chenyun. De geslachtsnaam combineert een verwijzing naar het Datangbekken met het Chinees long, "draak". De soortaanduiding verwijst naar de provincie Guangxi.
Het fossiel, holotype GMG 00001, is gevonden in een laag van de Xinlongformatie waarvan de datering onzeker is maar die stamt uit het Onder-Krijt. Het bestaat uit een reeks wervels die begint met de laatste, volgens de beschrijvers veertiende, ruggenwervel, doorloopt over vijf sacrale wervels en eindigt met de tweede staartwervel en daarmee verbonden een linkerdarmbeen met de bovenste stukken van het linkerschaambeen en het linkerzitbeen, en een stuk rechterdarmbeen.

## Beschrijving

### Grootte
Datanglong is een grote roofsauriër met een lengte van ruwweg zeven à acht meter. Het specimen heeft een bewaarde lengte van ruim negentig centimeter.

### Onderscheidende kenmerken
De beschrijvers wisten enkele onderscheidende kenmerken vast te stellen. De achterste ruggenwervel heeft een pleurocoel, pneumatische uitholling, die begrensd wordt door een vergrote achterste richel tussen de diapofyse en het wervellichaam, door de achterste richel tussen de parapofyse en het wervellichaam; en door het wervellichaam zelf. De achterste ruggenwervel heeft een goed ontwikkelde horizontale richel tussen het voorste gewrichtsuitsteeksel en de parapofyse. De achterste ruggenwervel heeft een parapofyse die meer zijdelings uitsteekt dan de diapofyse. De groeve in de onderkant van het achterblad van het darmbeen voor de aanhechting van de musculus caudofemoralis brevis is ondiep en het stuk binnenwand van het achterblad dat er in zijaanzicht door ontbloot wordt is kort en richelvormig. Het aanhangsel van het darmbeen voor het schaambeen is van achter naar beneden verbreed.

### Skelet
De laatste dorsale wervel, die, afhankelijk van de precieze fylogenetische positie, de veertiende of de dertiende kan zijn geweest, lijkt hierin een beetje op die van de Ceratosauria dat de parapofyse, het onderste ribgewricht, verder uitsteekt dan de diapofyse, het bovenste ribgewricht. De wervel is ook duidelijk gepneumatiseerd maar de achterliggende sacrale wervels van het heiligbeen zijn dat niet. De eerste staartwervel heeft een uitholling ter hoogte van de vermoedelijke richel tussen het voorste gewrichtsuitsteeksel en de parapofyse. Deze wervel draagt onderaan ook een rechte chevron. De doornuitsteeksels van de staartwervels zijn afgebroken maar de overgebleven stukken zijn tamelijk lang en verbreden zich in zijaanzicht naar boven toe.
Van het darmbeen is het bovenprofiel door beschadigingen onbekend. Het voorblad heeft een diep afhangende punt met een ronde voorkant. De verticale richel vóór het heupgewricht vormt aan de binnenkant geen beenplateau. Het blad van het darmbeen wordt doorboord door verschillende pneumatische uithollingen. Het aanhangsel voor het schaambeen is achteraan breed uitgehold en heeft een rechthoekig ondervlak, tweemaal langer dan breed. Het uitsteeksel voor het zitbeen steekt als een pen in een bovenste uitholling daarvan.

## Fylogenie
De beschrijvers plaatsen Datanglong in de Carcharodontosauria, in een basale positie, gebruik makend van een eerdere cladistische analyse van Matthew Carrano. De Italiaanse paleontoloog Andrea Cau wees er onmiddellijk op dat deze analyse sterk gericht was op de basale Tetanurae en daarom weinig kenmerken van de Coelurosauria bevatte. Dat droeg het gevaar in zich dat basale coelurosauriërs verkeerd geplaatst worden. Hij voerde de kenmerken van Datanglong in zijn eigen, veel uitgebreidere, analyse in en dit had inderdaad als uitkomst dat Datanglong een basale coelurosauriër was. Als dit correct is, zou het de eerste bekende basale coelurosauriër zijn van een echt grote omvang. Hij richtte ook de aandacht op het feit dat alle synapomorfieën die Datanglong met de Carcharodontosauria deelt, de pneumatisceh uithollingen in het darmbeen en de penverbinding tussen darmbeen en zitbeen,ook gedeeld werden met de Megaraptora.